# 沃爾夫哈特·潘能伯格

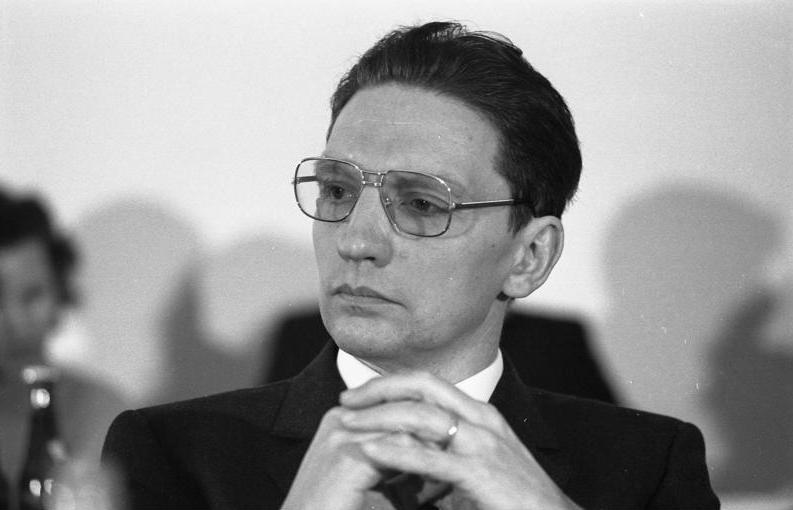

沃爾夫哈特·潘能伯格（1928年10月2日—2014年9月5日），德國信義宗神學家。

## 生平與經歷
1928年生於德國什切青。其父為政府海關官員，常因職調動而舉家搬遷。1942年潘能伯格一家遷住柏林。1944年3月柏林遭空襲時，潘能伯格家的房子也遭破壞。戰亂期間，潘能伯格開始閱讀哲學著作，特別是尼采的作品，尼采說服了年輕的潘能伯格，使之憤世嫉俗於當前世界的混亂。
1945年1月6日的奇妙經驗：在放學回家途中，因著落日餘暉美景，感受到大自然奇妙，感嘆於創造的奇妙大工，當下自覺自己與浩瀚宇宙相比實在渺小。當時潘能伯格只是被當下的情景感動，但待日後卻成為他生命深處渴望再次臨近的渴望。潘能伯格曾被征召入伍，但因患疥瘡沒有被調派出戰。1945年春天，英軍進入德國北部，潘能伯格成為戰俘。當德國戰敗後，在1945年夏天潘能伯格被釋放重返學校，潘能伯格第一次對基督教產生正面的觀感，來自於他此時的德國文學老師，他從老師身上發現基督徒生活中豐盛，與活在上帝中所展現出的積極正面價值，這使他重新思考尼采筆下所言不濟的基督徒並非是全面的。在他十七歲開始思索基督教信仰的問題，同時亦希望找到1945年1月6日那次特別經驗的解釋，至此刻在生活中獲得的見證，促使他日後成為基督徒，甚至成為牧師。
1947年春天，潘能伯格進入東柏林洪堡大學的哲學及神學系，準備以神學家作其終身抱負。1948年秋，潘能伯格轉往哥廷根大學一年，受業於高嘉頓（Friedrich Gogarten）與及哈特曼（Nicolai Hartmann）兩位名師門下。1950年秋天，轉往海德堡大學進修神學，受馮拉德（Gerhard von Rad）的影響，對舊約聖經中古代以色列的歷史及傳統發生興趣，使其對系統神學、哲學、教會歷史的興趣擴展至聖經研究方面。潘能伯格在聖經研究學上領略歷史的重要性；另一方面，卡爾·洛維特的歷史哲學亦引發潘能伯格對歷史作哲學及神學性的探討。因當時海德堡大學的系統神學部仍未將當代聖經研究與及哲學的討論引入系統神學的議程，因此潘能伯格與同學組織自學小組，將馮拉德的釋經學引進系統神學的討論中。後來這小組（即海德堡小組或稱潘能伯格小組）於1961年出版《啟示即為歷史》（Revelation as History）一書，為潘能伯格的歷史神學研究揭開序幕。
1953年潘能伯格完成博士論文，1955年再以《中世紀類比教條》（Doctrine of Analogy）為題的論文獲得通過教授認可資格。同年接受按立成為海德堡大學教堂牧師。自此潘能伯格開始在海德堡大學任神學講師，並繼續研究在哲學及神學歷史中類比的觀念。在1960年初，海德堡小組所發表關於啟示的研究受到多方面的批判，潘能伯格調整研究重點在對啟示的研究上，反而對於類比觀念的歷史的研究結果並沒有發表，但此研究卻也令潘能伯格對蘇格拉底前期到現代的思想史更加熟悉。
1958年潘能伯格成為烏柏途神學院系統神學教授，與莫特曼共事三年。這段時間是潘能伯格開始嚴格地進行他的系統神學研究，如人類學及基督論。1961年潘能伯格出任美因茨大学系統神學教授，開始對整個基督教教義及倫理學進行徹底的消化。經過多年時間，潘能伯格開始將各方面的課題整合，形成系統化的主題。

## 神學思想

### 思潮背景與挑戰
二次世界大戰後，歐美一片反戰聲浪，戰爭帶來的大規模屠殺與惡事讓人失去相信上帝的理由，人們再次從世俗與人文的基礎上找尋對未來的盼望，神死運動衝擊基督信仰，進程神學所主張的上帝被矮化成為只有臨在性的上帝。反對信仰走向世俗化或無神化的神學家有些選擇遁入神祕主義，有些選擇擁抱信條主義，或是表現出反智的情緒。 
潘能伯格曾經歷納粹德國與史達林東歐兩個極黑暗的政治環境，使他體悟到世上沒有任何政治體系可以反映未來上帝的國度那般完美的社會結構。
潘氏十分欣賞巴特早期強調聖經中神的主權的論點，但師事巴特後，對於老師將自然知識與基督裡的啟示二分的對立看法不贊同，潘能伯格後來的研究方向之一，便是要證明　神的啟示與這個被造的世界並非矛盾，而是成全。並且相信在一般性的世俗經驗中也可以找到存在其中的宗教意義，而歷史的過程中亦可以發現救贖與創造之間的連續性。
潘能伯格認為，啟蒙運動以科學工具與歷史批判來重塑過去的方法，反而使得事件的歷史性變得更不確定，同時信仰也失去其歷史的基礎。而啟蒙運動對基督信仰基礎帶來的理性革命，也導致教會興起只注重信心抉擇的敬虔主義。同時，基要派沉迷時代主義的前千禧年末世論，引起其他溫和派、自由派、新正統派的信徒不再關注基督再來與未來的事件 。這些的轉變都使得神學從社會之中隱身失去立足點。後啟蒙時期的神學雖然轉向重生的主觀經驗，不再以歷史事件為信仰的根基，但如此立論必定會面對哲學與歷史的挑戰。 而信仰若要在社會中站穩腳步，就必須有真理在其中。因此，神學是一門公共的學問，神學的反省、重建過程，就是為了追求、回答普世性關於真理的問題，這也是神學存在的目的與使命。

### 上帝論
上帝論（The Doctrine of God）對潘能伯格來說是最難處理的，因為必須先處理哲學意義上的上帝觀，再進入神學與自然科學和社會科學的對話，然後才能更有效地發展出一套上帝觀。1967年潘能伯格針對基於新約聖經研究中對於耶穌宣揚上帝國的來臨與狄爾泰對經驗的歷史意義（Historicity of Experience）分析的結果，發表《上帝乃未來的力量》（God as the power of the future）。一直到1988年發表的《形上學與上帝概念》（德文：Metaphysik und Gottesgedanke，英譯Metaphysics and the Idea of God）一書及其《系統神學》(Systematic Theology) 第一冊，潘能伯格的上帝觀才算成熟，《系統神學》第二冊於1991年出版，第三冊在1993年出版。

### 基督論
潘能伯格早期提出「啟示乃歷史」（Revelation as History）與「由下而上的基督論」（Christology from Below）觀點，著重以「從歷史進路建構基督論」的方法論，企圖透過對歷史上的基督研究，找到耶穌道成肉身的價值，並通過歷史的基督來尋見基督將之表現出來的上帝。而現在，他卻強調啟示乃歷史與上帝的說話，著重「由下而上的基督論」與「由上而下的基督論」（Christology from Above）的結合，改變他的方法論以「從三一論進路建構基督論」來強調上帝啟示與基督使命完成的平衡。
潘氏藉用了馬丁路德的觀點「從本質而言，信心不可能自我產生，必須出自在它以外的基督」，也就是說，信心必須有歷史作為基礎，因為信心信靠的對象不是自己而是上帝。如此，上帝在歷史中的啟示就必須成為信仰的根基，歷史的啟示也是世人有目共睹的，因此可以成為普世性的啟示，歷史的知識成為信仰的根基，而信仰也成為認識真實歷史的知識。

### 末世本體論
潘能伯格令人矚目的是他對神學本質的瞭解及神學所牽連的真理。他認為宗教信仰不該是退隱在後的，過去兩個世紀的神學，已轉變成只重視信心抉擇的敬虔主義，在神學裡這是一種錯誤的神學路線，他企圖要改變並糾正這種錯誤。潘能伯格對神學職責的基本概念，以理性與希望這兩個互賴的焦點為重心。他闡明神學乃是一種理性的努力，他的神學關注完全以末世為重心所陳明的一種希望，因為他整個系統神學的焦點都集中在末世。因此末世本體論成為他神學觀的重心，以及對神是靈的推理。在他的觀點：聖經的國度信息全然都屬末世，因為到那時上帝將統管萬有；而這個國度（天國）透過基督耶穌道成肉身，已經進入人類歷史之中，換言之，基督徒團體正在處於末世、也正邁向末世。